# Kokain
Kokain, též benzoylmethylekgonin, je bílá, mikrokrystalická látka rozšířená především jako droga. Jedná se o rostlinný tropanový alkaloid z jihoamerického keře rudodřev koka (Erythroxylon coca). Kokain účinkuje jako silné stimulancium a lokální anestetikum (blokuje proud sodíku v nervových vláknech).
Kokain je inhibitorem zpětného vychytávání dopaminu, noradrenalinu a serotoninu v mozku. Účinkuje značně intenzivně, nicméně jen krátkodobě (30–90 minut), navozuje silnou euforii, pocit vzrušení, radosti a rozjasněné mysli, stupňuje sebedůvěru, sebejistotu, družnost a iniciativu, zlepšuje schopnost soustředit se, může však narušit sebekontrolu a objektivitu myšlení, podnítit neklid a agresi. Rovněž představuje značnou zátěž pro kardiovaskulární systém, droga vyvolává hypertenzi, tachykardii, může způsobovat arytmie. Dlouhodobé zneužívání kokainu nevede k rozvoji fyzické závislosti, avšak výrazné závislosti psychické.
Volná báze kokainu zvaná crack vzniká smícháním s alkalickým činidlem (nejčastěji sodou, ale používá se např. i vápno nebo prášek do pečiva), dále pak s éterem nebo méně častým čpavkem a následnou tepelnou úpravou. Zpravidla působí po dobu pouhých 10 až 20 minut, jeho účinek bývá přirovnáván k orgasmu celé bytosti, následně je dávka opakována. Na crack vzniká závislost velice rychle, po opiátech typu morfin či heroin je jednou z nejnávykovějších látek.
Látku obsaženou v kokových listech užívali již Inkové, listy koka jsou v mnoha zemích tradičně žvýkány. Kokain byl poprvé izolován německým chemikem Albertem Niemannem v roce 1860. V roce 1862 byla zahájena komerční výroba v německém městě Darmstadt firmou Merck. Mimo lékařské využití byla koka rozšířena jako součást některých šumivých či vinných nápojů, rovněž tvořila příměs nápoje Coca-Cola. V současnosti je ve většině zemí světa výroba, prodej i držení větších množství kokainu postaveno mimo zákon, ačkoliv se poměrně vzácně stále využívá jako anestetikum při mikrochirurgických zákrocích.
Na výrobu 1 kg čistého kokainu je třeba 200 až 400 kg suchých listů koky (závisí to mj. na obsahu kokainu v listech a na použité metodě).

## Užití

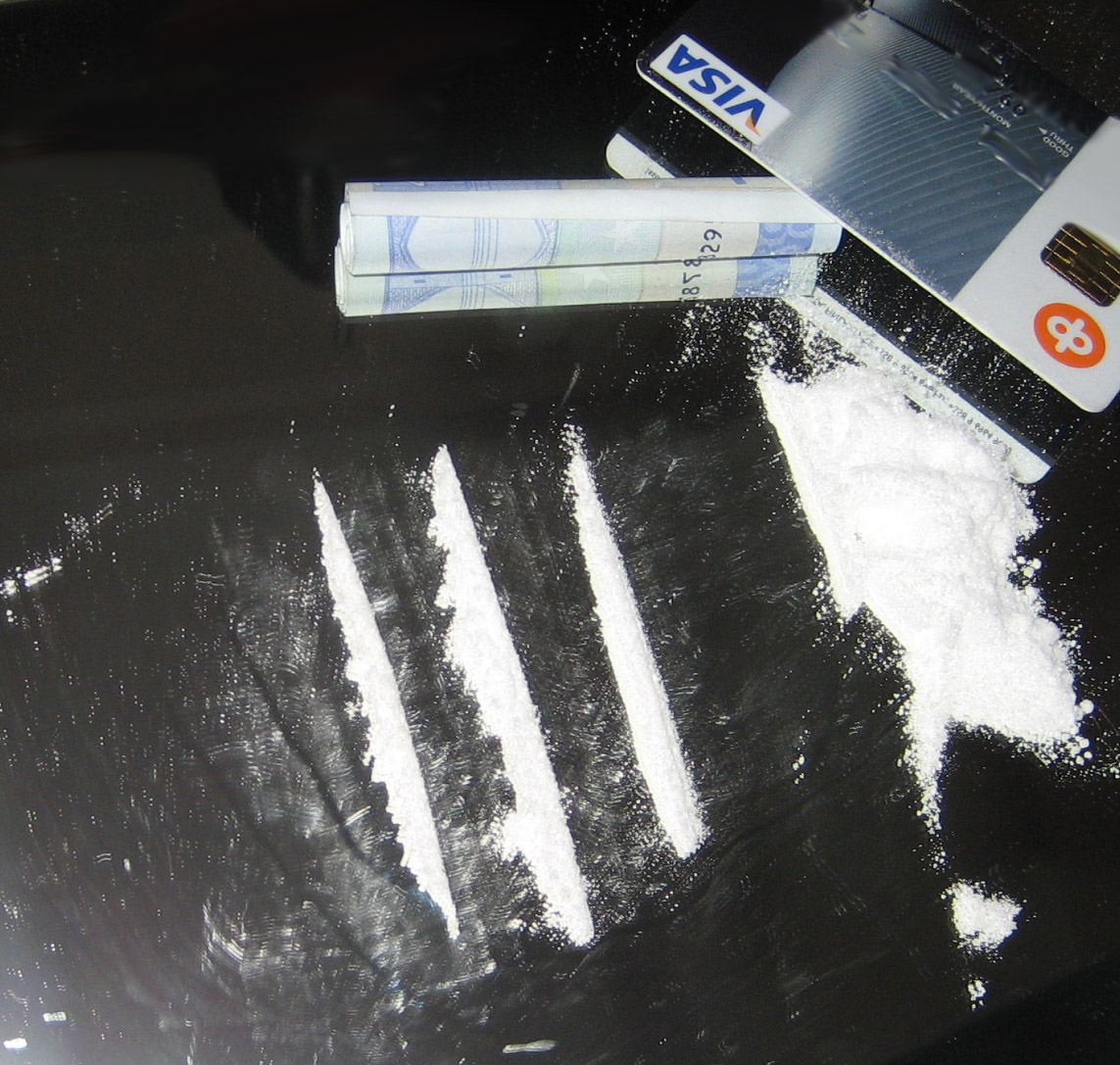
Kokain hydrochlorid připravený ke šňupání

Kokain se snadno vstřebává skrz sliznici (např. nosní sliznici či sliznici trávicího traktu), ale je možné ho aplikovat i nitrožilně. Nejrozšířenějším způsobem aplikace je šňupání kokainu hydrochloridu, může být užit i perorálně, případně jej lze vetřít i do jiných sliznic (dásně, konečník). Nitrožilní aplikace roztoku je méně obvyklá. Pro ni je příznačný velmi rychlý nástup účinků (vrchol nastává průměrně po 3 minutách od aplikace).
Hydrochloridovou sůl kokainu nelze kouřit, k tomuto účelu proto bývá používána jeho volná báze zvaná crack. Nejlevněji lze crack připravit tepelnou úpravou po naředění alkalickým činidlem, nejčastěji sodou. K aplikaci cracku kouřením je poté zpravidla užívána skleněná trubička či baňka o vnitřním průřezu asi 6 mm, popř. alobal.
Nejstarším, tradičním způsobem aplikace je žvýkání kokových listů, přičemž dochází k postupnému uvolňování šťáv obsahujících požadovanou látku. Koka je navíc zdrojem různých minerálů a vitaminů. Navíc v listech keře není dostatečné množství kokainu aby pouhé žvýkání, či pití kokového čaje (mate de coca) vyvolávalo podobnou intoxikaci jako při užívání izolovaného alkaloidu. V těchto nízkých, pomalu účinkujících množstvích kokain potlačuje únavu, hlad a žízeň, mírně pozvedá náladu, tiší bolest, popř. je užíván jako afrodiziakum.

## Účinky

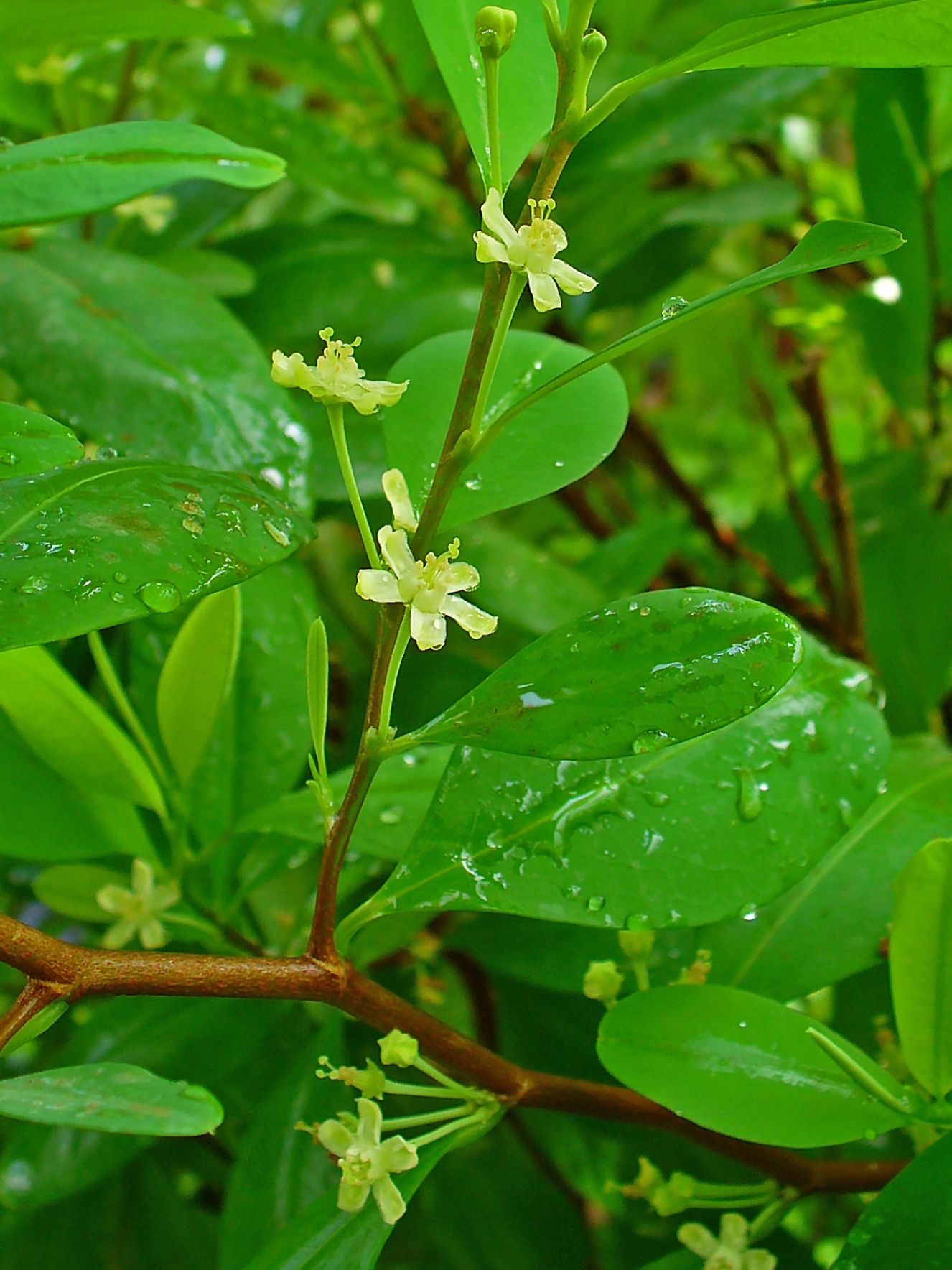
Rudodřev koka, zdroj přírodního kokainu

### Okamžité účinky
S prvním užitím kokainu se mohou dostavit spíše nepříjemné účinky jako pocit srdeční slabosti, palpitace, závrať, bledost, nervozita, pocení, s dalšími dávkami již navozuje euforii, pocit radosti, vzrušení a veselosti, zvýšené sebevědomí, sebejistotu, rozhodnost až přeceňování vlastních sil, odpadá únava i pocit hladu, roste krevní tlak, zrychluje se tep, dech, je přítomna dilatace zornic. Kokain může u dlouhodobých uživatelů vyvolávat i příjemné iluze a pseudohalucinace. Někteří přirovnávají působení kokainu k silné kávě, jiní udávají pocit intenzivního rozjasnění mysli. Žádaným účinkem je ztráta zábran, povzbuzení libida, touha po pohybu i zvýšené pracovní nasazení. Pozitivní vliv na sebedůvěru uživatele může vygradovat až v egocentrismus a agresivitu. Ve větších dávkách se může objevit úzkost, podrážděnost, útočnost, dušnost, pocit rychlého až nepravidelného bušení srdce, bolesti na hrudi, pobolívání hlavy, pocení, třes, nevolnost, zvracení, průjem, obtíže se soustředěním, podezíravost až paranoia. U kokainu existuje jen úzké rozmezí mezi stavem lehké intoxikace a těžkou otravou.
Vzhledem k tomu, že kokain je kardiotoxická látka, existuje riziko tzv. kokainového šoku i při nízkých dávkách, obzvláště u různě indisponovaných jedinců. Droga může indukovat různé arytmie, od víceméně neškodných extrasystol, přes supraventrikulární tachykardii, až po komorové arytmie a následné kardiovaskulární selhání. Kokain podněcuje stažení cév a může způsobit až vazospasmus (cévní křeč), ta může být v krajních případech původcem infarktu myokardu nebo mrtvice.
Působení kokainu setrvává od třiceti minut do dvou hodin od podání. Tato doba se odvíjí od dávkování, koncentraci drogy a způsobu aplikace. Příčinou jeho krátkodobého účinku (pro srovnání, pervitin účinkuje 9 až 24 hodin) je jeho struktura esteru, proto je kokain v organismu poměrně rychle metabolizován.

### Otrava
Pro předávkování kokainem je typická vysoká hypertenze s hrozbou krvácení do mozku, či plic, nebo naopak těžká hypotenze; tachykardie, tachyarytmie, hyperventilace, třesavka, agitovanost, zmatenost, pocit silného strachu nebo slepá zuřivost, sluchové, zrakové, či hmatové halucinace, delirium nebo bezvědomí. Tep se stává příliš rychlým nebo pomalým, silným nebo naopak slabým. Stoupá i tělesná teplota, výrazné přehřátí je však na rozdíl od amfetaminů méně časté. Rovněž mohou propuknout epileptické křeče. Příčinou smrti bývá obvykle kolaps dechového centra, selhání srdce nebo krvácení do mozku.

### Dlouhodobé účinky
Častí uživatelé kokainu nosní cestou mívají problémy s krvácením z nosu a s ucpanými nosními cestami. V některých případech dochází až k poškození tkáně, ke vzniku nosních boláků a v extrémních případech až k perforaci nosní přepážky. K dalším dlouhodobým účinkům patří bolest hlavy, poškození svaloviny včetně té srdeční, poškození vnitřních orgánů nebo očí (glaukom). Objevují se i různé neurologické poruchy včetně psychózy, ta však obvykle odezní po vysazení drogy.

## Historie využití

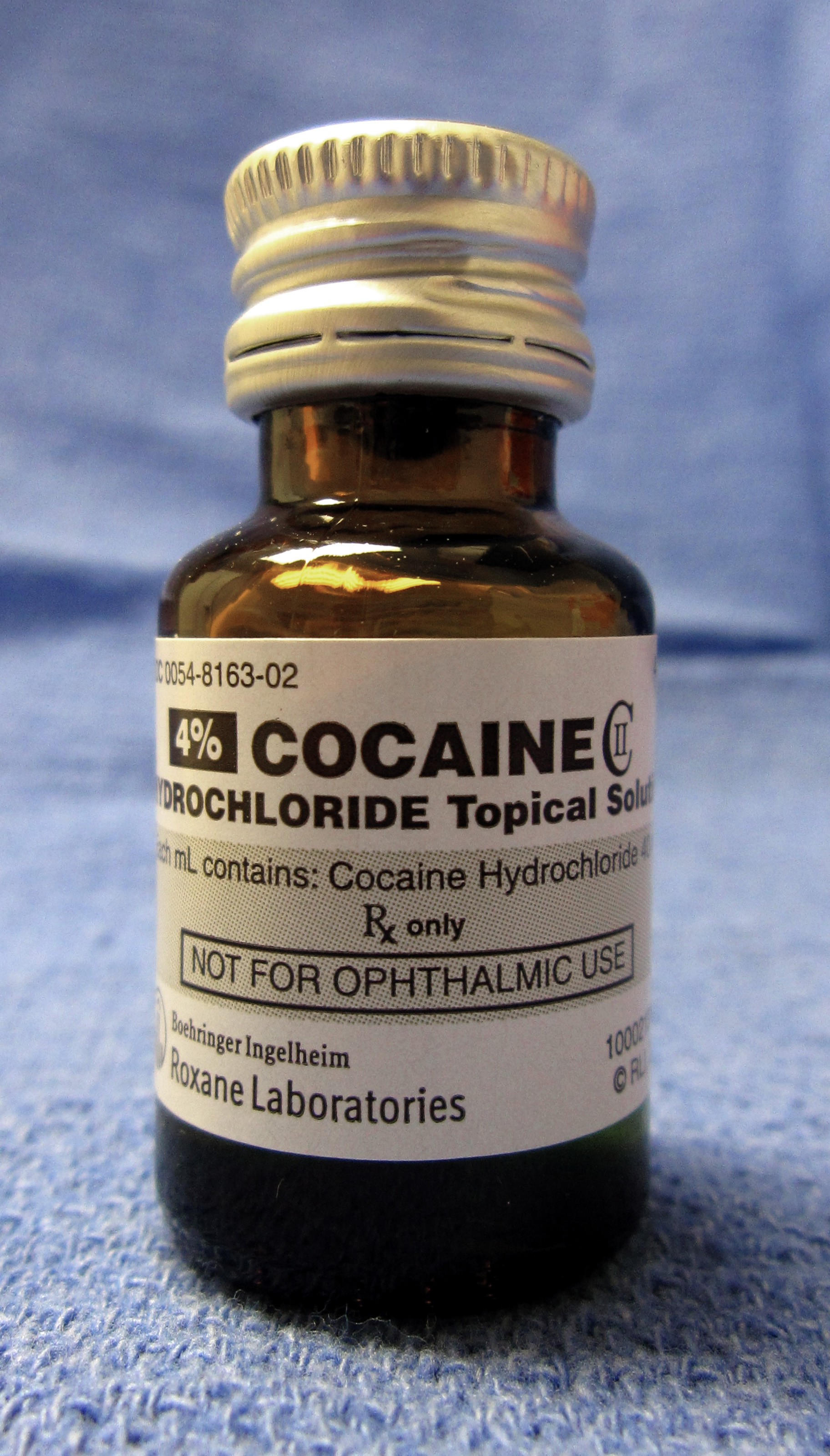
Lékařský kokain

Dříve byl kokain používán jako lokální anestetikum v očním, zubním a ušním lékařství a při drobných chirurgických zákrocích. Podával se rovněž při léčbě celého spektra onemocnění a symptomů, jako je tonsilitida, bolest uší či zubů, popáleniny, vyrážky, ale i hemoroidy, nevolnosti a zvracení. V drtivé většině případů byl již dnes kokain nahrazen jinými, méně návykovými léky, nicméně je stále považován za skvělé anestetikum v ústní, oční či nosní chirurgii. Většinou se podává pouze lokálně.
Samostatnou kapitolou je historické zneužívání kokainu jakožto psychoaktivní látky.

### Známí uživatelé
- Sigmund Freud, psychiatr[8][9]
- Sherlock Holmes, fiktivní detektiv[10]
- Jim Morrison, rockový zpěvák[11]
- Hugo Haas, herec[12]

### Nezákonnost
Prodej je v ČR i většině ostatních zemí světa ilegální, stejně jako jeho držení. Od 1. 1. 2010 je však v ČR držení v malém množství považováno za přestupek.
Cena kokainu je z důvodu snahy většiny států potlačit obchod s návykovými látkami velmi vysoko nad výrobními náklady. V ČR se při pouličním prodeji cena za 1 gram pohybovala v roce 2023 od 1500 do 3500 Kč.